# Beaufou
Beaufou je francouzská obec v departementu Vendée v Pays de la Loire.